# 光照性皮炎
光照性皮炎（英語：Photodermatitis），有時亦被稱作光變態反應（photoallergy）是過敏性接觸皮炎的一種。在這種病症中，過敏原必須由光照誘導以激發過敏反應，并催生疹或者其它全身性症狀。此狀態中，持續的光照會導致光過敏皮膚炎症狀。少數情況下，光照性皮炎會導致患者死亡。